# NGC 6780
NGC 6780 ist eine Balken-Spiralgalaxie mit ausgedehnten Sternentstehungsgebieten vom Hubble-Typ SBc im Sternbild Teleskop am Südsternhimmel. Sie ist schätzungsweise 153 Millionen Lichtjahre von der Milchstraße entfernt und hat einen Durchmesser von etwa 85.000 Lichtjahren.
Das Objekt wurde am  9. Juni 1836 von John Herschel entdeckt.